# People Will Talk
People Will Talk és una pel·lícula de comèdia/drama romàntica estatunidenca de 1951 dirigida per Joseph L. Mankiewicz i produïda per Darryl F. Zanuck a partir d'un guió de Mankiewicz, basada en l'obra alemanya de Curt Goetz, que es va convertir en una pel·lícula a Alemanya (Doctor Praetorius, 1950). Estrenada per Twentieth Century Fox, és protagonitzada per Cary Grant i Jeanne Crain, amb actuacions secundàries de Hume Cronyn, Finlay Currie, Walter Slezak i Sidney Blackmer.
Va ser nominada al Premi del Sindicat de Guionistes dels Estats Units a la millor comèdia americana escrita (Joseph L. Mankiewicz).

## Argument
El Dr. Noah Praetorius és un metge que dona classe en una facultat de medicina i va fundar una clínica dedicada a tractar els pacients de manera humana i holística. Un col·lega al qual no li agraden els mètodes poc ortodoxos però efectius de Praetorius, el doctor Rodney Elwell, ha contractat un detectiu per investigar en Praetorius. Una mestressa de casa que una vegada va treballar per a Praetorius reacciona visiblement quan Elwell li pregunta sobre el misteriós amic de Praetorius, el Sr. Shunderson, que poques vegades deixa el costat de Praetorius i té una comprensió profunda i intuïtiva de la naturalesa humana i animal.
Mentrestant, l'estudiant Deborah Higgins entra a la vida de Praetorius, mostrant signes d'angoixa emocional. Després de desmaiar-se durant una conferència, Praetorius l'examina i li informa que està embarassada. Molesta per aquesta notícia, "Mrs. Higgins" admet que no està realment casada. No revelarà qui és el pare del nadó i diu que saber sobre la seva condició seria massa per al seu pare. En un passadís prop de l'oficina de Praetorius, es dispara a ella mateixa.
Després d'operar amb èxit a la Deborah, Praetorius intenta calmar-la dient-li que hi va haver un error en la seva prova d'embaràs, però ella s'ha enamorat d'ell i s'enfada amb ella mateixa pel seu propi comportament vergonyós. Ella fuig de la clínica, obligant-lo a trobar-la per dir-li que realment està embarassada.

## Repartiment
- Cary Grant com a Dr. Noah Praetorius
- Jeanne Crain com a Deborah Praetorius
- Finlay Currie com a Shunderson
- Hume Cronyn com a Prof. Rodney Elwell
- Walter Slezak com a Prof. Lyonel Barker
- Sidney Blackmer com a Arthur Higgins
- Basil Ruysdael com a Dean Lyman Brockwell
- Katherine Locke com a Miss James
- Parley Baer com a venedor de botiga de joguines (sense acreditar)
- Lawrence Dobkin com a gerent de negocis (sense acreditar)
- Margaret Hamilton com a Sarah Pickett, la mestressa (sense acreditar)
- Stuart Holmes com a Board member (sense acreditar)
- Billy House com a Coonan (sense acreditar)
- Will Wright com a John Higgins (sense acreditar)

## Recepció
El 30 d'agost de 1951, The New York Times va elogiar la pel·lícula en una llarga crítica, predint el tipus d'aclamació que va rebre l'èxit anterior dels productors, Tot sobre Eva. “Per a aquesta alegre barreja de medicina, misteri i el que ha de ser el codi filosòfic de Mankiewicz es pren seriosament però no tan seriosament com per evitar injectar tantes rialles com sigui possible en el marc d'una història per a adults... Utilitzant un guió tan nítid com un bisturí... el guionista-director explica la història d'un metge estrany i guapo, un metge que no es conforma amb diagnosticar i curar, sino que sap que hi ha una gran diferència entre aquest concepte i el seu deure que és "curar els malalts"…. Però una sinopsi és només un esquelet nu i poc afavoridor. No revela que el Sr. Mankiewicz i la tripulació estiguin criticant la crueltat en medicina, que "el cos humà no és necessàriament l'ésser humà"... Cary Grant.. Òbviament, està passant el millor moment de la seva vida interpretant al Dr. Prateorius... la seva representació és una barreja efectiva de medicina i alegria… Malgrat que el guió del Sr. Mankiewicz de vegades està equivocat (els científics atòmics utilitzen energia atòmica per curar la gent), sí que exposa els seus punts amb claredat i humor… [la pel·lícula] té alguna cosa a dir i ho fa amb erudició i alta comèdia, un compost que és molt entretingut i gratificant."

## Matisos polítics
Una ressenya al lloc web de Films de France postula que la pel·lícula és una reacció a "les pròpies experiències de Mankiewicz durant la cacera de bruixes comunistes del macarthisme de finals dels anys quaranta i principis dels cinquanta, mentre era president del Gremi de Directors dels Estats Units (1950-1951)".
El judici d'investigació de la pel·lícula és paral·lel a les audiències dels croats anticomunistes al Congrés dels Estats Units. Així com alguns es van negar a posar noms, el personatge principal de Cary Grant es nega a netejar el seu propi nom revelant el negoci privat d'una altra persona, en aquest cas un assassí condemnat.
La ressenya va avançar, a més, que la pel·lícula tracta molts altres temes, com ara l'embaràs d'una dona soltera, "l'efecte corrosiu del capitalisme sense traves, el cost humà de la guerra de Corea, entre d'altres".

## Música
La partitura de la pel·lícula consta de dues peces clàssiques: l'obertura del festival acadèmic de Johannes Brahms i la cançó del premi de Richard Wagner, adaptada i dirigida per Alfred Newman.